# Boerhavia mutabilis
Boerhavia mutabilis är en underblomsväxtart som beskrevs av Robert Brown. Boerhavia mutabilis ingår i släktet Boerhavia och familjen underblomsväxter. Inga underarter finns listade i Catalogue of Life.